# Carly Simon
Carly Elizabeth Simon (Bronx, New York City, 1943. június 25. –) Oscar-, Golden Globe-, valamint kétszeres Grammy-díjas amerikai énekesnő. A hetvenes években ért el sikereket olyan dalokkal, mint az Anticipation, a Haven't Got Time for the Pain, a You Belong to Me, a Coming Around Again, a You're So Vain, a Mockingbird, a Nobody Does It Better (ami A kém, aki szeretett engem című James Bond film betétdala volt) és a Jesse.
A The Simon Sisters nevű duó egyik tagja volt, nővérével, Lucy Simonnal együtt. Ezután kezdődött szóló karrierje.
A Nobody Does It Better című dalát sokan az egyik legjobb Bond-főcímdalnak tartják. 1988-as Let the River Run című slágerével Grammy-díjat, Oscar-díjat és Golden Globe-díjat nyert. Két Grammy-díjat nyert, 14 jelölésből. Az AllMusic a hetvenes évek egyik legkitűnőbb író-dalszerzőjének nevezte. Odettát tette meg jelentős hatásának. 1994-ben bekerült a Songwriters Hall of Fame-be.

## Élete
1945. június 25-én született Bronx-ban. Apja, Richard L. Simona Simon & Schuster kiadó alapítója volt, és klasszikus zongorista is volt, aki gyakran játszott otthon Chopin-t és Beethovent. Anyja Andrea Heimann Simon polgári jogi aktivista és énekes volt. A Finding Your Roots című műsor egyik epizódjában tesztelték a DNS-ét, amelyből kiderült, hogy 10%-ban afrikai és 2%-ban őslakos amerikai.
Simon a bronxi Riverdale-ben nőtt fel. Két nővére van, Joanna és Lucy. Van egy testvére is, Peter. Római katolikusoknak nevelték őket. Simon a Riverdale Country School tanulója volt, és a Sarah Lawrence College tanulója is volt, mielőtt kilépett, hogy a zenével foglalkozzon.
Karrierje egy rövid életű együttesben, a The Simon Sisters-ben kezdődött, amelyet nővérével alkotott. 1964-ben szerződést kötöttek a Kapp Records-szal, és három lemezt adtak ki. A Winkin', Blinkin' and Nod című dal kisebb sláger lett. Ez egy Eugene Field által írt, gyerekeknek szóló vers, amelyet Lucy megzenésített.
Szóló karrierje 1970-ben kezdődött, amikor Jac Holzman leszerződtette. Egy évvel később megjelent az első nagylemeze.

## Magánélete
A hatvanas években William Donaldson jegyese volt. Donaldson pozitívan nyilatkozott róla.
1972-ben vette el James Taylor énekest. Két gyerekük van, Sally és Ben. Carly és James 1983-ban elváltak.
2004 júniusában elmondta, hogy nem beszél vele.
1985-től 1986-ig Russ Kunkel zenésszel állt házasságban.
Simon 1987-ben vette el James Hart-ot, akitől 2007-ben vált el.
Simon közeli barátságban áll James Taylor fiatalabb testvérével, Livingston Taylorral. Még duóként is működtek egy-két dal erejéig.
2008-ban Richard Koehler-rel, egy sebésszel járt. Koehler azt mondta, hogy már 2006-ban jártak. 2015-ben kiderült, hogy a Martha’s Vineyard-szigeten élnek.

## Diszkográfia
- 1971: Carly Simon
- 1971: Anticipation
- 1972: No Secrets
- 1974: Hotcakes
- 1975: Playing Possum
- 1976: Another Passenger
- 1978: Boys in the Trees
- 1979: Spy
- 1980: Come Upstairs
- 1981: Torch
- 1983: Hello Big Man
- 1985: Spoiled Girl
- 1987: Coming Around Again
- 1990: My Romance
- 1990: Have You Seen Me Lately
- 1994: Letters Never Sent
- 1997: Film Noir
- 2000: The Bedroom Tapes
- 2005: Moonlight Serenade
- 2007: Into White
- 2008: This Kind of Love
- 2009: Never Been Gone